# نشان ملی افغانستان
نشان ملی افغانستان (به پشتو: د افغانستان نښان)، نشان رسمی کشور افغانستان است است که از سال ۱۹۰۱ از زمان تشکیل این کشور تاکنون به اشکال مختلفی بر پرچم افغانستان نقش بسته است.

## نشان‌های تاریخی

۱۹۰۱-۱۹۱۹
۱۹۱۹-۱۹۲۶
۱۹۲۶-۱۹۲۸
۱۹۲۸-۱۹۲۹
۱۹۳۱-۱۹۷۳
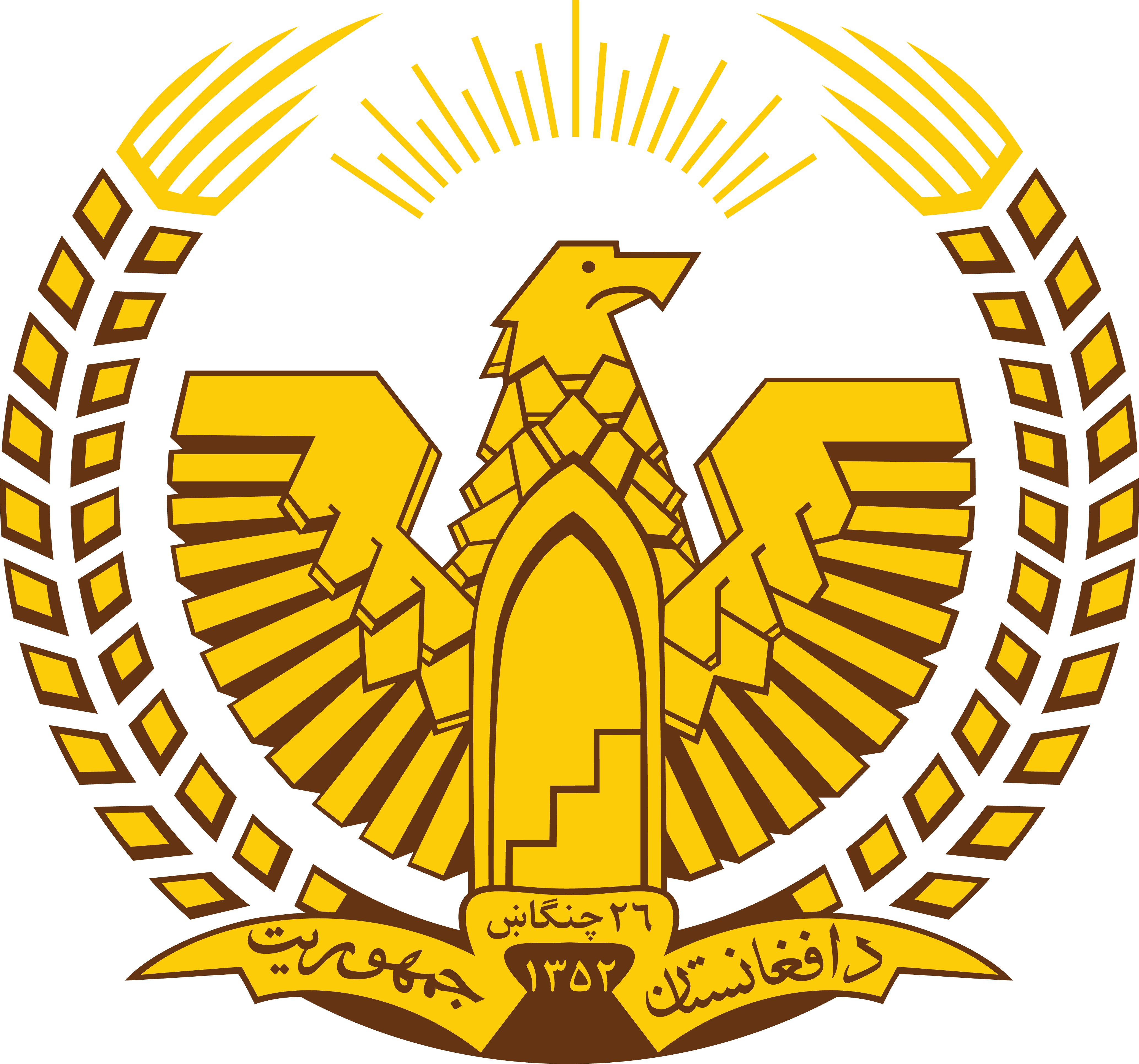
۱۹۷۴-۱۹۷۸
۱۹۹۲-۱۹۹۶
۲۰۰۲-۲۰۱۳
۲۰۱۳-۲۰۲۱
۲۰۲۱-اکنون